# عثمان‌گالی
عثمان‌گالی (انگلیسی: Usmangali) یک شهرک در شهرستان بلورتسکی استان باشقیرستان کشور روسیه است.